# 鞀

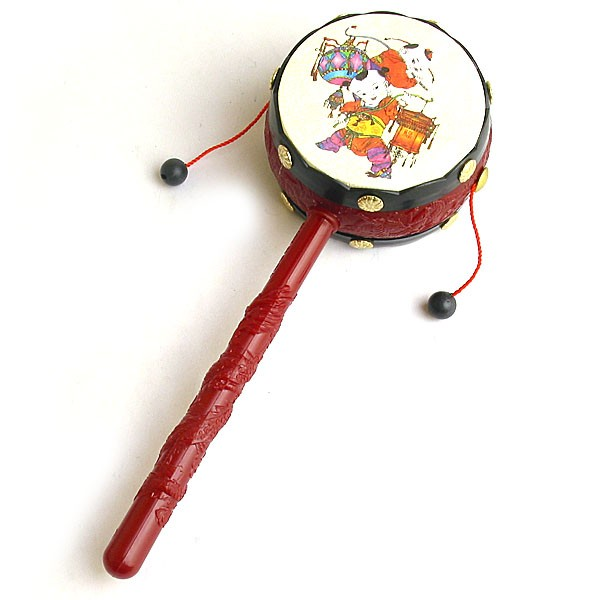
東亞式鞀

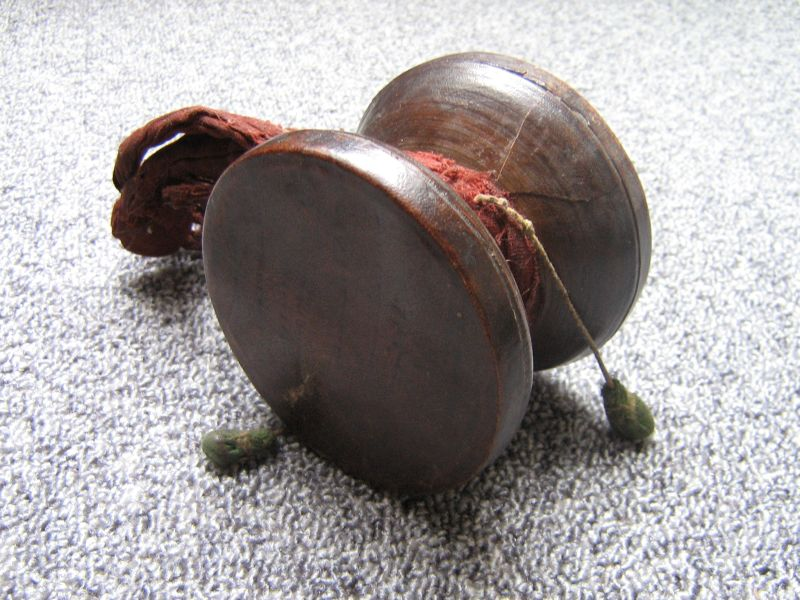
南亞式鞀

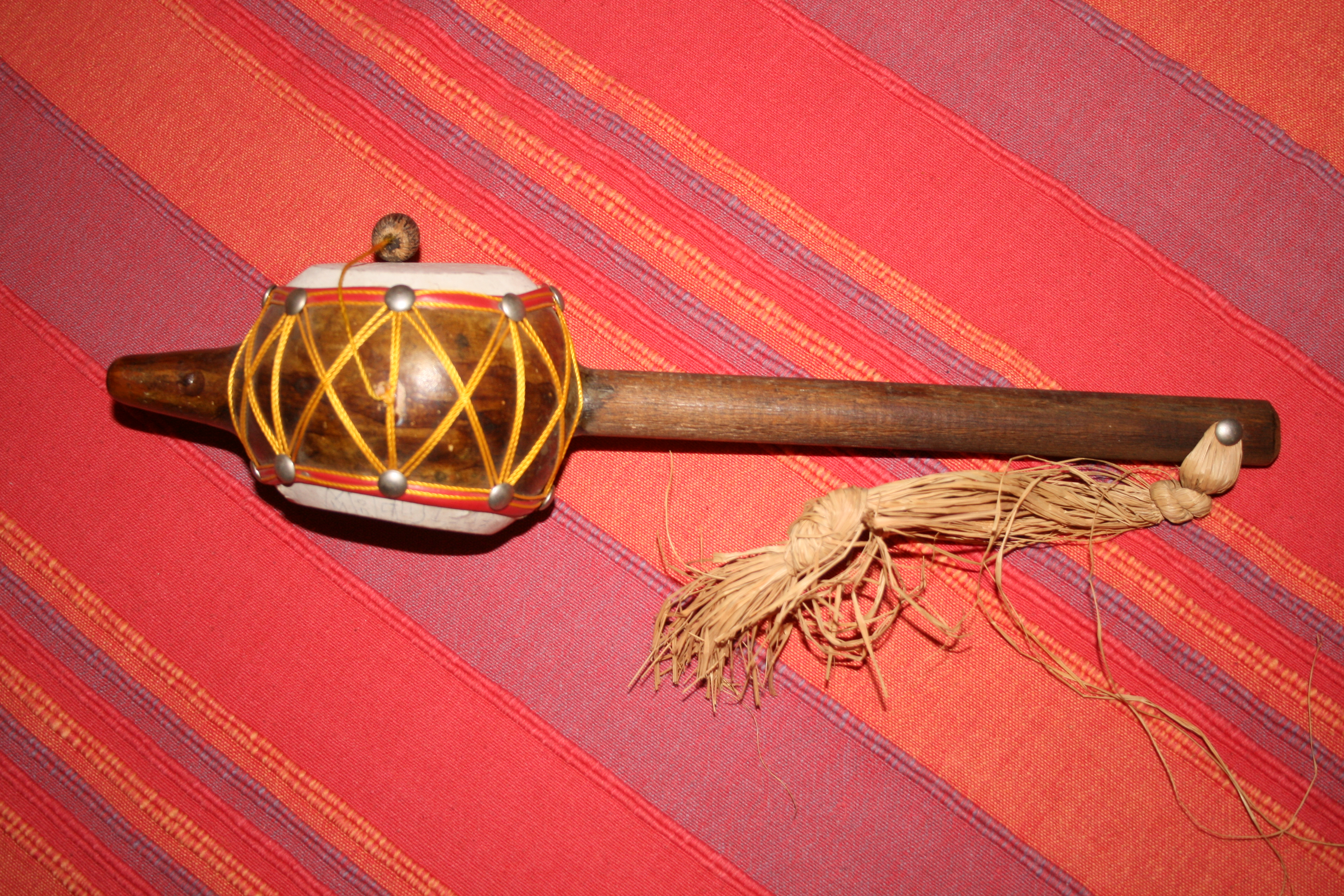
南美式鞀

，又作鞉、鼗，又稱鞀鼓、鼗鼓、手搖鼓、波浪鼓、博郎鼓，是傳統鼓，見於東亞文化圈、南亞文化圈部份地區、南美洲等有不同的種類、大小，其历史可追溯至战国时期，作为一种打击乐器。鼓的外圈有对称的2个小鼓錘；鼓下有木柄，手左右摇摆，2个小鼓錘左右打擊鼓面发聲。一根木柱為柄，双耳繫有绳。有單個或多個等組合。

## 東亞
《廣韻》鼗大者謂之麻，小者謂之料。又小鼓著柄者。《書·益稷》下管鼗鼓。《周禮·春官·大司樂》靁鼓，靁鼗，地上之圜丘奏之。靈鼓，靈鼗，澤中之方丘奏之。路鼓，路鼗，宗廟之中奏之。又《禮·王制》天子賜伯子男樂，則以鼗將之。
單個式的鞀稱為波浪鼓或拨浪鼓，鼓面約一掌大至直徑八九寸，绳上各穿有弹丸大小木珠1颗作為鼓錘，是中国近代卖布小販的标志，也是東亞傳統兒童玩具。
雙鼓式的鞀稱為貨郎鼓，較小的在上，較大的在下，鼓上加鐵圈，中系一個云鑼兒，圈左右系錘兒，手搖時鑼鼓齊鳴，聲音動聽，是中國近代挑擔子賣針線的人的響器。

## 南亞
南亞手搖鞀由两个人头盖骨黏合而成，是當地傳統宗教如印度教、苯教、藏傳佛教等的法器。